# Луїс Восло
Луїс Восло (англ. Louis Vosloo; нар. 29 січня 1978) — колишній південноафриканський тенісист.
Найвищу одиночну позицію світового рейтингу — 170 місце досяг 5 серпня 2002, парну — 275 місце — 17 березня 2003 року.
Завершив кар'єру 2005 року.

## Титули на челленджерах

### Одиночний розряд: (1)
| Ранг | Рік  | Турнір             | Покриття | Суперник        | Рахунок           |
| ---- | ---- | ------------------ | -------- | --------------- | ----------------- |
| 1.   | 2002 | Госфорд, Австралія | Тверде   | Ладіслав Шварць | 3–6, 7–6(11), 6–3 |

### Парний розряд: (1)
| Ранг | Рік  | Турнір       | Покриття | Партнер        | Суперники                | Рахунок     |
| ---- | ---- | ------------ | -------- | -------------- | ------------------------ | ----------- |
| 1.   | 2002 | Бербанк, США | Тверде   | Б'єрн Ренквіст | Даніел Мело Іван Міранда | 7–6(6), 6–1 |